# Anil Gurung
Anil Gurung (ur. 23 września 1988 w Pokharze) – nepalski piłkarz występujący na pozycji napastnika. Zawodnik klubu Manang Marsyangdi.

## Kariera klubowa
Gurung karierę rozpoczynał w 2004 roku w zespole Brigade Boys Club z Martyr's Memorial A Division League. Występował tam przez rok. Następnie grał w innych drużynach tej ligi: Three Star Club, New Road Team oraz Manang Marsyangdi. W 2009 roku wyjechał do Indii, by grać w tamtejszym klubie Shillong Lajong FC z I-League. W 2010 roku spadł z nim do I-League Division Two.
W 2011 roku Gurung wrócił do Manangu Marsyangdi.

## Kariera reprezentacyjna
W reprezentacji Nepalu Gurung zadebiutował w 2007 roku. 25 marca 2008 roku w wygranym 2:1 towarzyskim meczu z Pakistanem strzelił pierwszego gola w drużynie narodowej.